# 普照寺 (枣庄)
普照寺是一座位于山东省枣庄市山亭区西集镇的佛寺，是中华人民共和国山东省文物保护单位之一。
2006年12月7日，授予山东省文物保护单位。